# أرتورو دي لا غارثا غونزاليس
أرتورو دي لا غارثا غونزاليس (1 أغسطس 1936 - 28 يناير 2011) سياسي ورجل أعمال مكسيكي من الحزب الثوري المؤسسي. من عام 1970 إلى عام 1973 شغل منصب نائب المجلس التشريعي الثامن والأربعين للكونغرس المكسيكي ممثلاً لنويفو ليون. كما عمل كعضو في كونغرس نويفو ليون من عام 1961 إلى عام 1964.
في 28 يناير 2011 تم اختطافه من قبل رجال مجهولين وعثر عليهم مقتولًا بعد بضع ساعات في نويفو ليون.